# سيد فخر الدين
السيد فخر الدين شهيد هو وليٌّ إسماعيليٌّ فاطميٌّ مستعليٌّ من القرن الحادي عشر، وهو أول شهيد إسماعيلي، استشهد أثناء عمله الدعوي بين قبائل بيل المحلية في راجستان، ودُفن في جالياكوت بالهند. يُعدّ ضريحه المكان الأكثر تبجيلًا بين أتباعه.

## العائلة
سيدي فخر الدين هو ابن جاين رجا تارمال. كان رجا تارمال وشقيقه رجا بهارمال أول من اعتنق الإسلام على يد مولاي عبد الله، وهو أول من نشر الإسلام بصورة كثيفة بالهند. كان رجا تارمال ورجا بهارمال وزيرين لجاياسيمها سيدهاراجا. كان لسيدي فخر الدين ابن اسمه مولايا داود ودفن في محيط ضريح سيدي فخر الدين.

## الحياة
كُلف السيد فخر الدين بمسؤولية إدارة الشؤون الدينية في ولاية راجستان الحالية وجاء التكليف من مولاي يعقوب، نجل راجا بهارمال وممثل الإمام المستنصر في الهند. 

## الوفاة
في طريقه من ساغوارا إلى جالياكوت، أثناء قيامه بالشؤون الدينية، تعرض سيدي فخر الدين للهجوم وقُتل على يد مجموعة من قطاع الطرق على مشارف جالياكوت.

## الضريح
بُني ضريح السيد فخر الدين لأول مرة في عام 1829 م على يد السيد طيب زين الدين، وجُدد مرة أخرى على يد السيد طاهر سيف الدين في عام 1954 م وأعاد بناؤه السيد محمد برهان الدين.

## النسل
سيدي فخر الدين هو جد تسعة من دعاة البهرة الداودية: سيدنا محمد عز الدين، وسيدنا طيب زين الدين، وسيدنا عبد القادر نجم الدين، وسيدنا عبد الحسين حسام الدين، وسيدنا محمد برهان الدين الأول، وسيدنا عبد الله بدر الدين، وسيدنا طاهر سيف الدين، وسيدنا محمد برهان الدين، وسيدنا مفضل سيف الدين. وهو أيضًا جد سيدي شمس خان (مدفون في سورات) وسيدي حسن جي بادشاه (مدفون في أوجين).

## معرض الصور

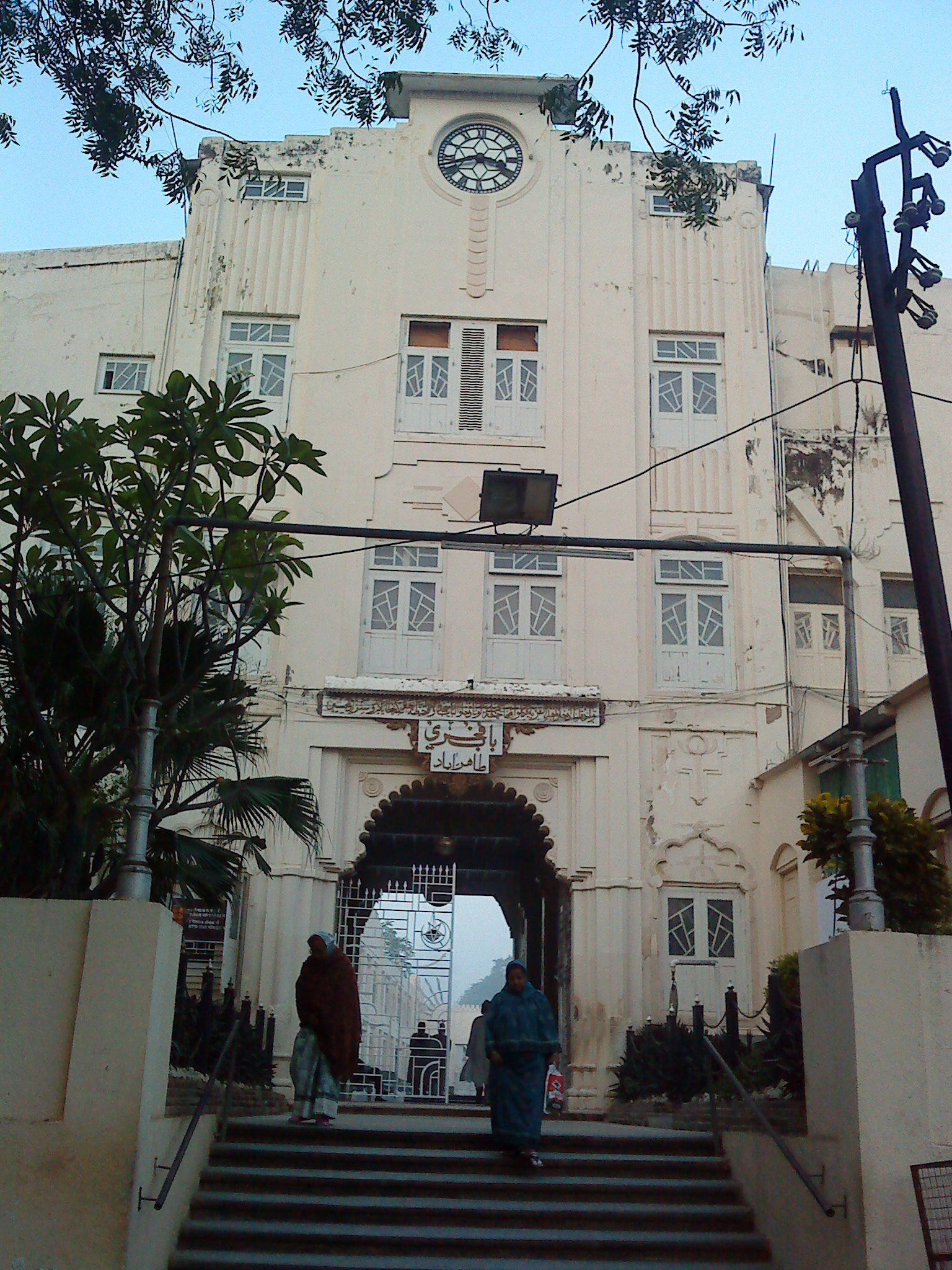
مدخل دارغا القديم
مجمع دارجا
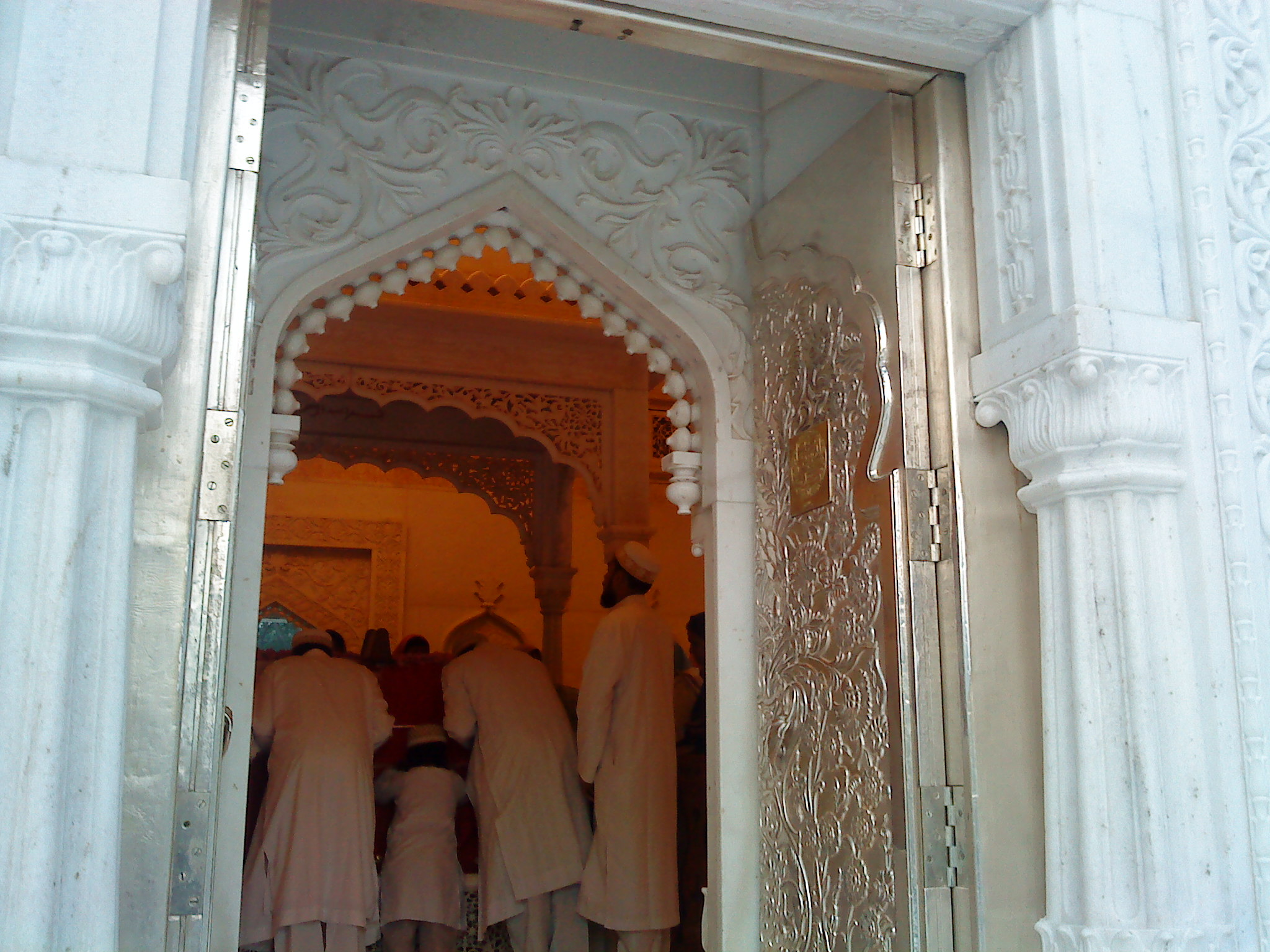
مدخل الضريح
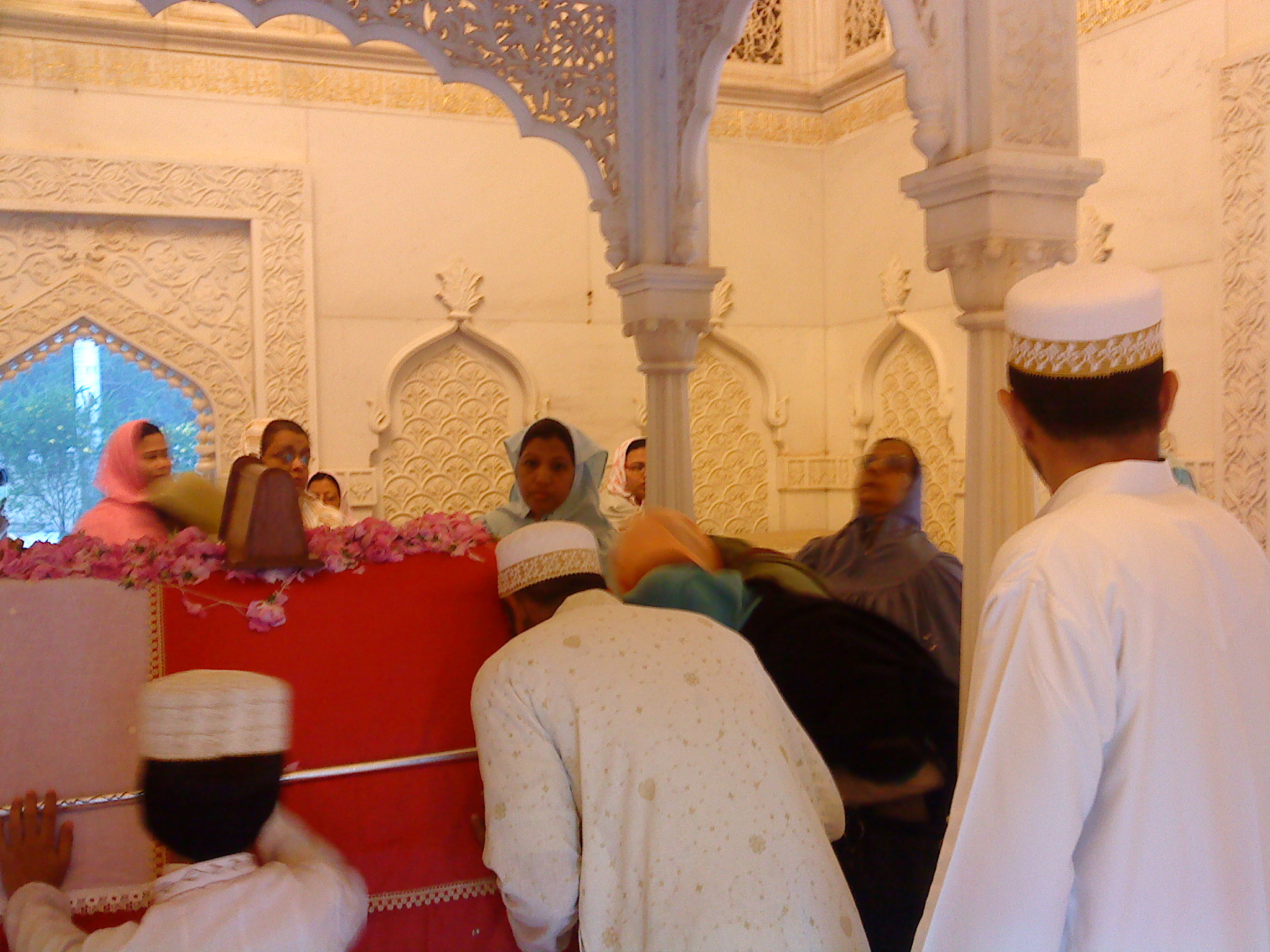
قبر فخر الدين شهيد
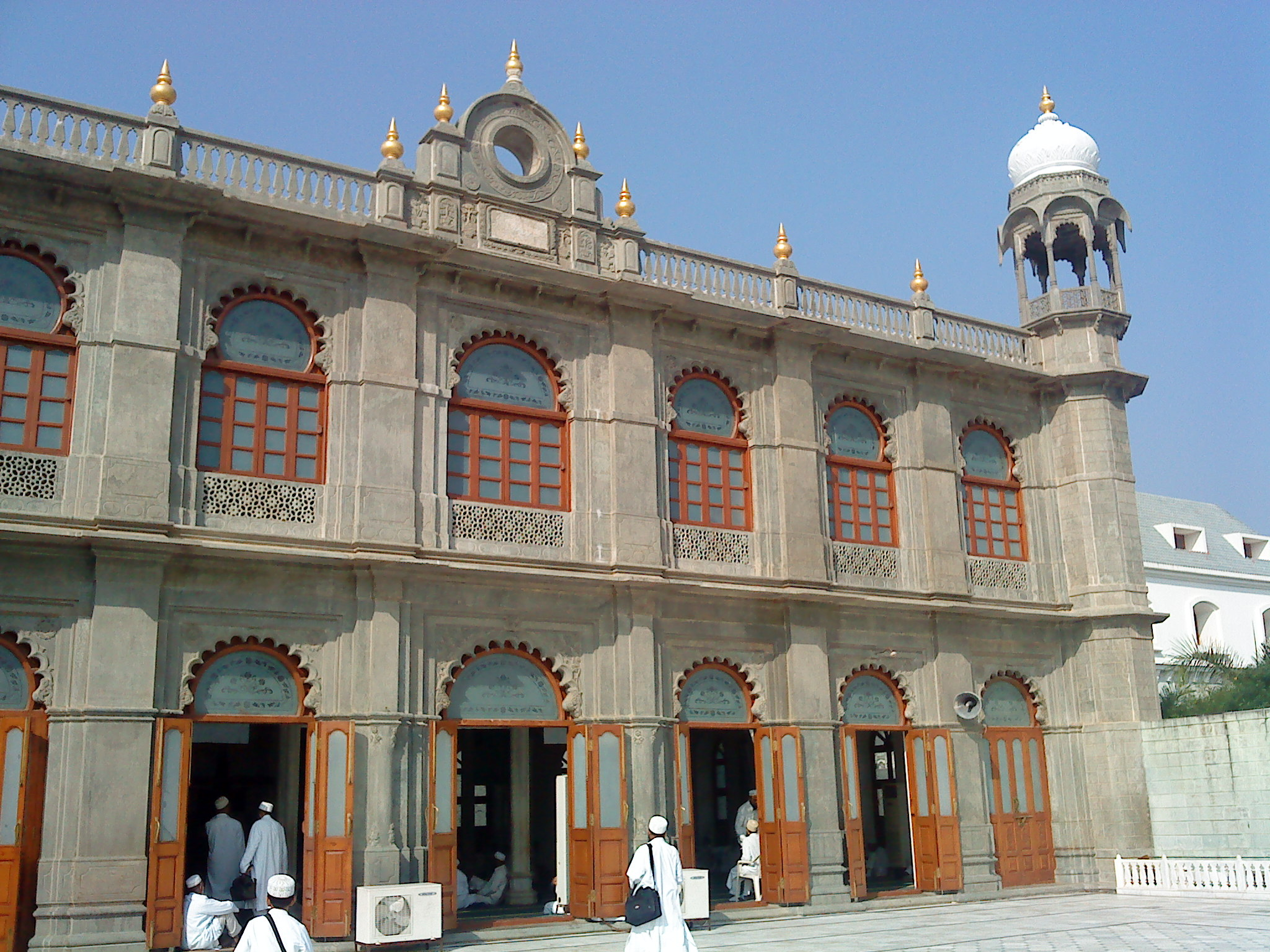
مسجد فخري مزار
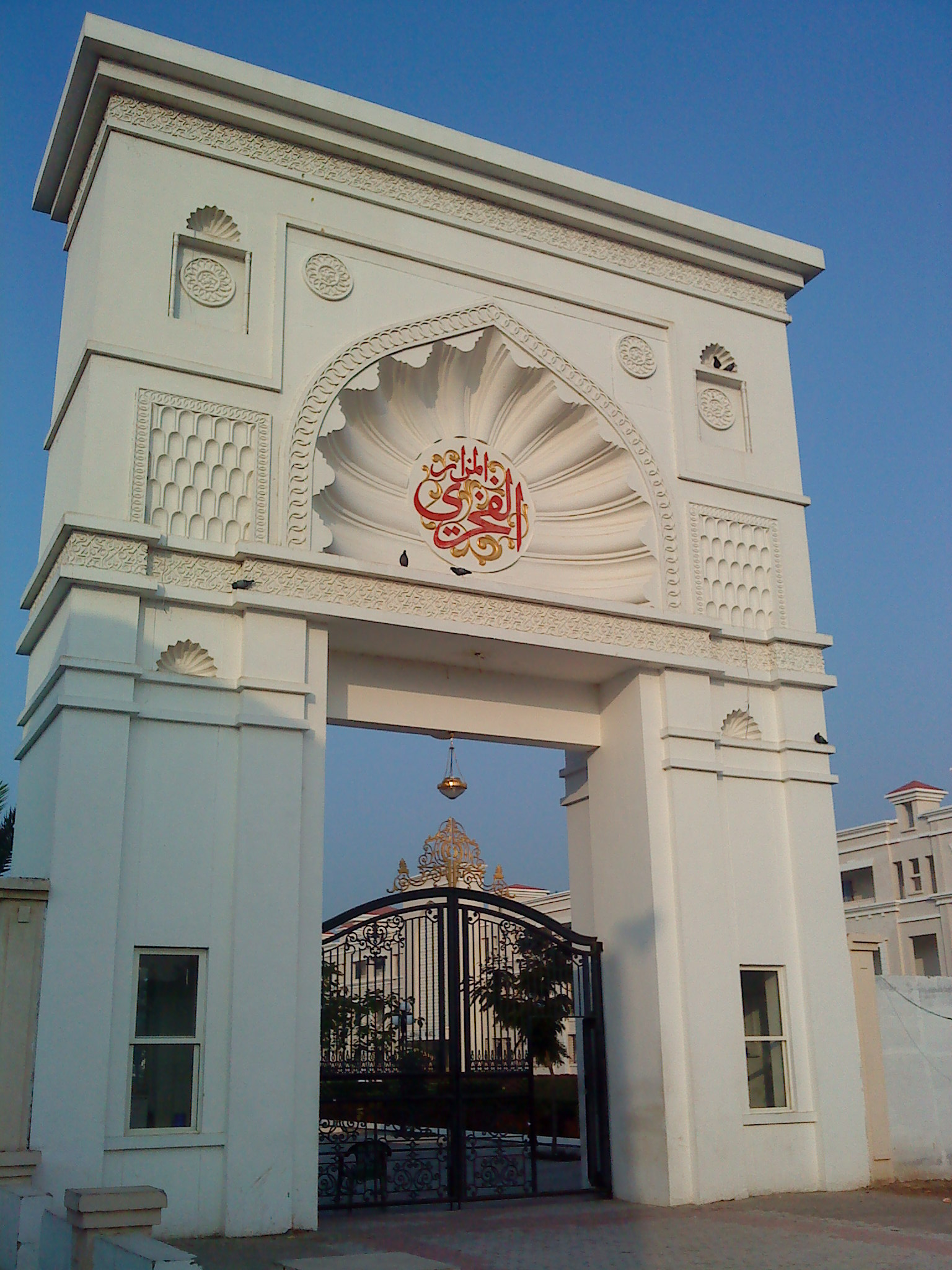
المدخل الرئيسي، مزار فخري
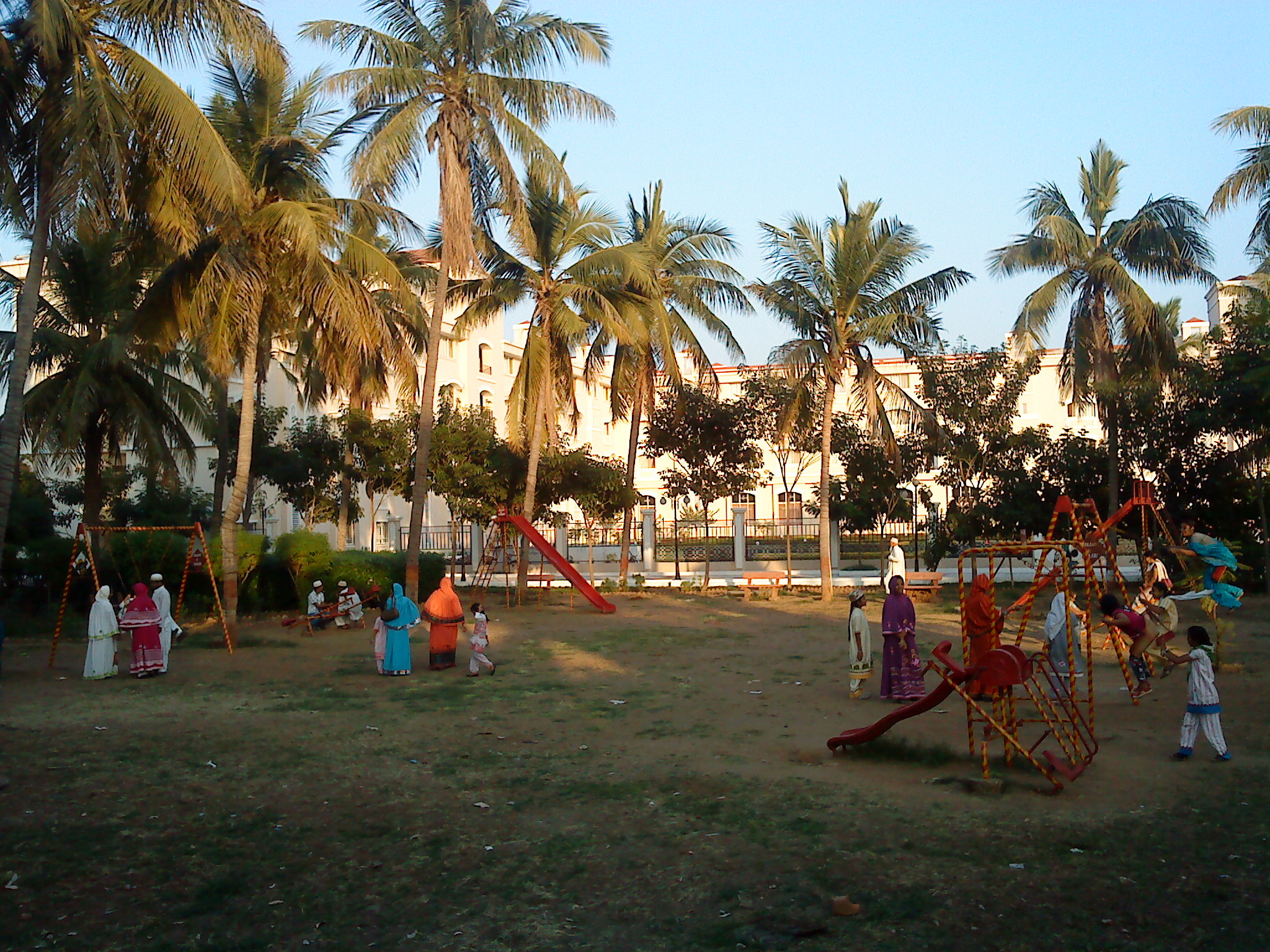
حديقة الاطفال فخري مزار
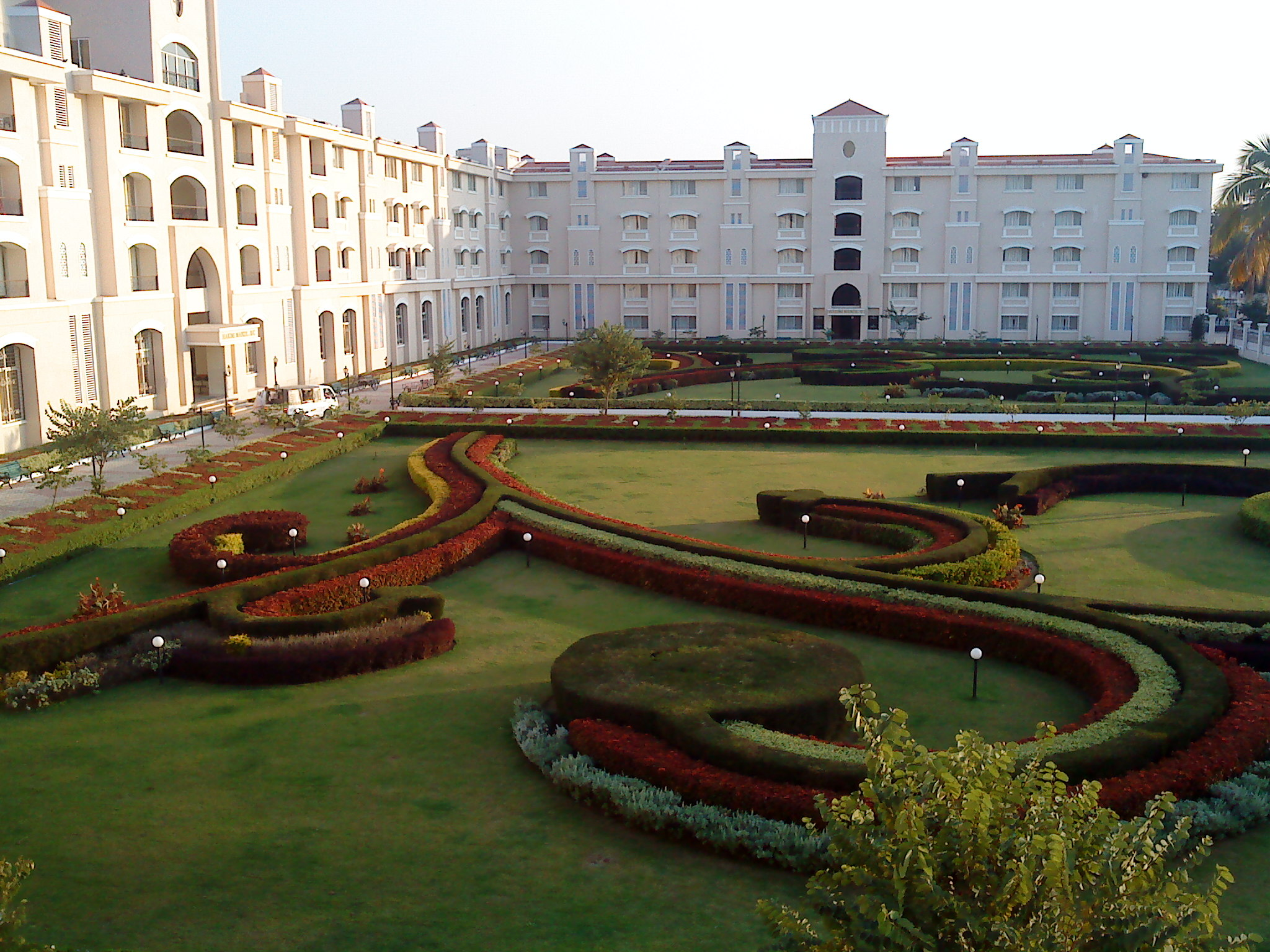
مجمع سكني للزوار فخري مزار
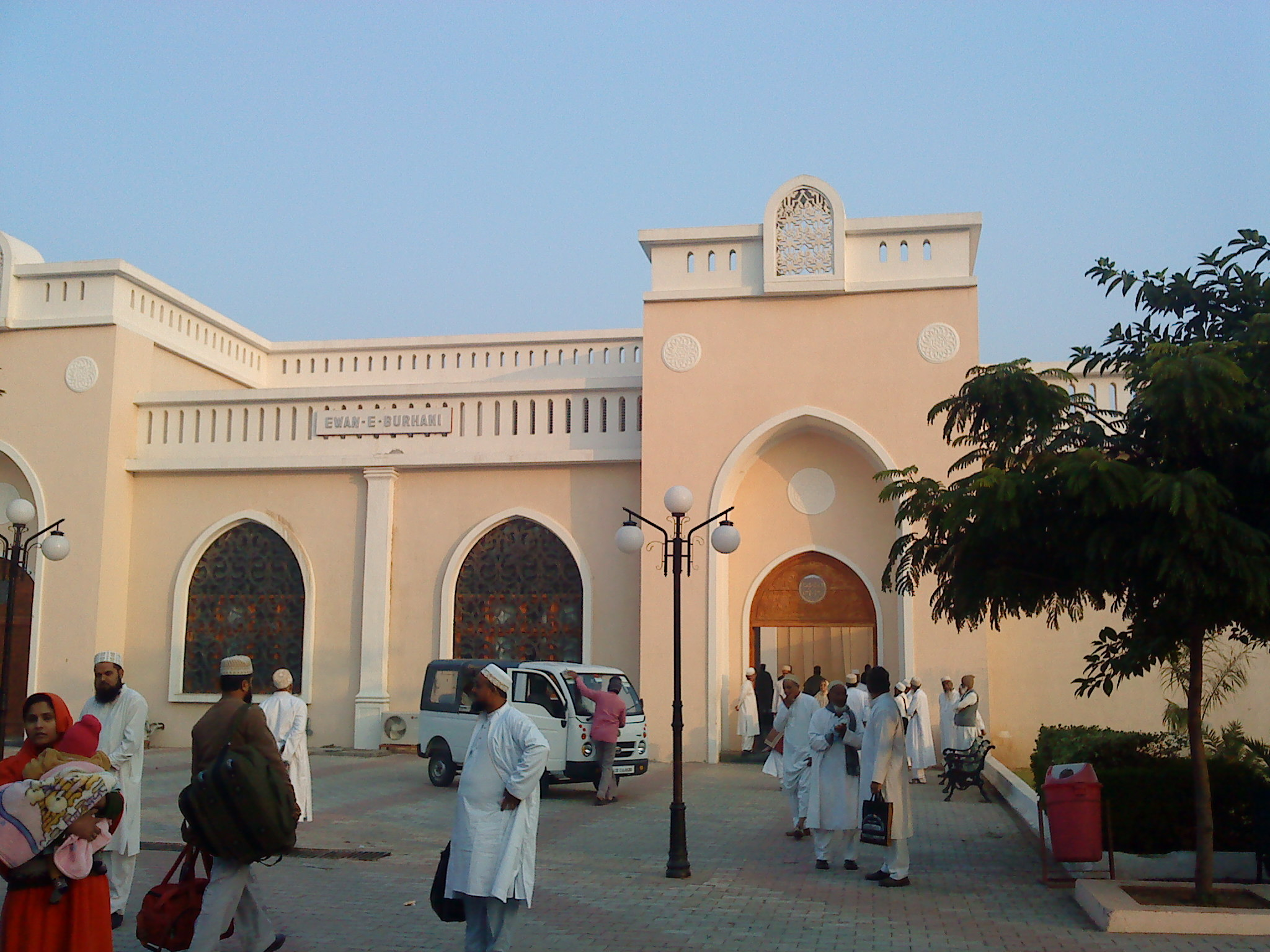
قاعة الطعام، فخري مزار
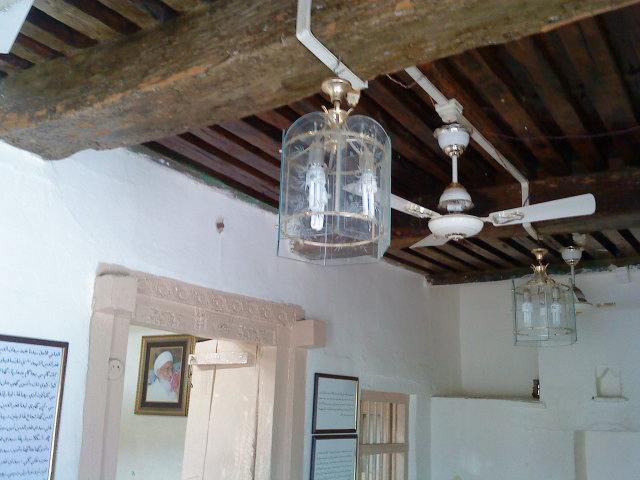
تم تجديد إقامة مولاي فخر الدين
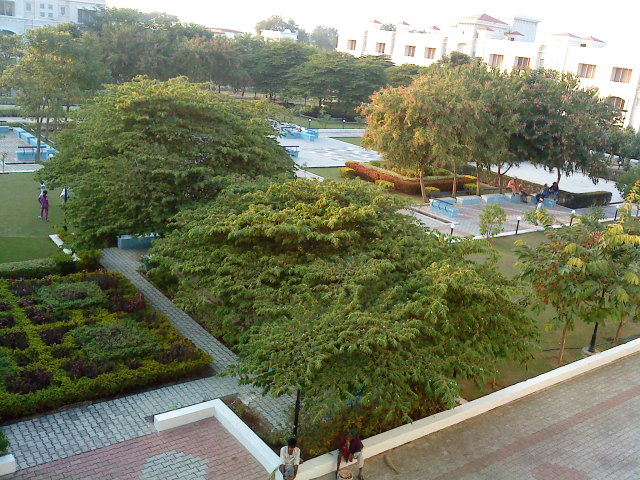
حدائق فخري مزار
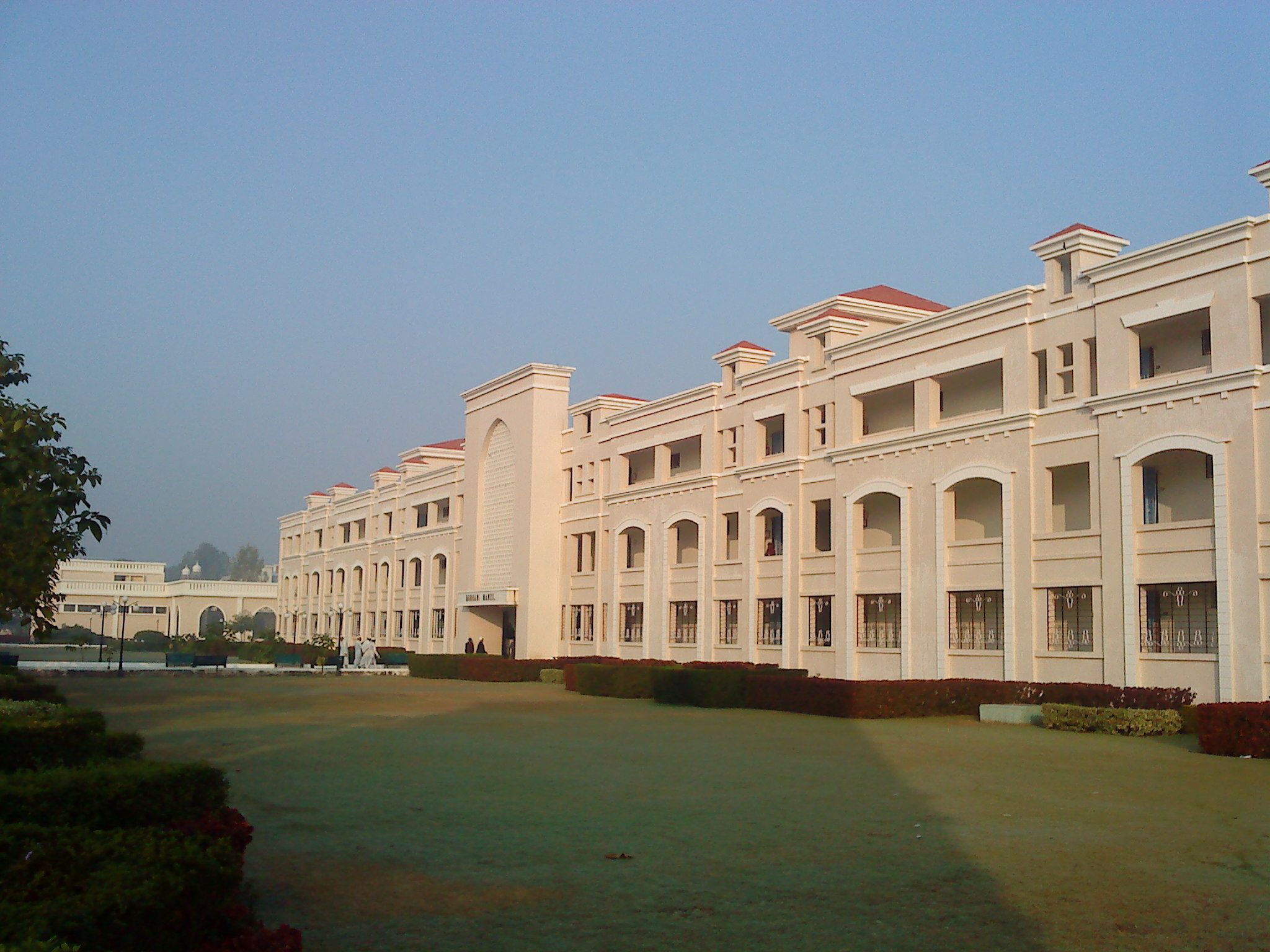
المجمع السكني 2

## طالع أيضًا
- الإسماعيلية
- المستعلية